# Pteropus pselaphon
Pteropus pselaphon là một loài động vật có vú trong họ Dơi quạ, bộ Dơi. Loài này được Lay mô tả năm 1829.

## Hình ảnh

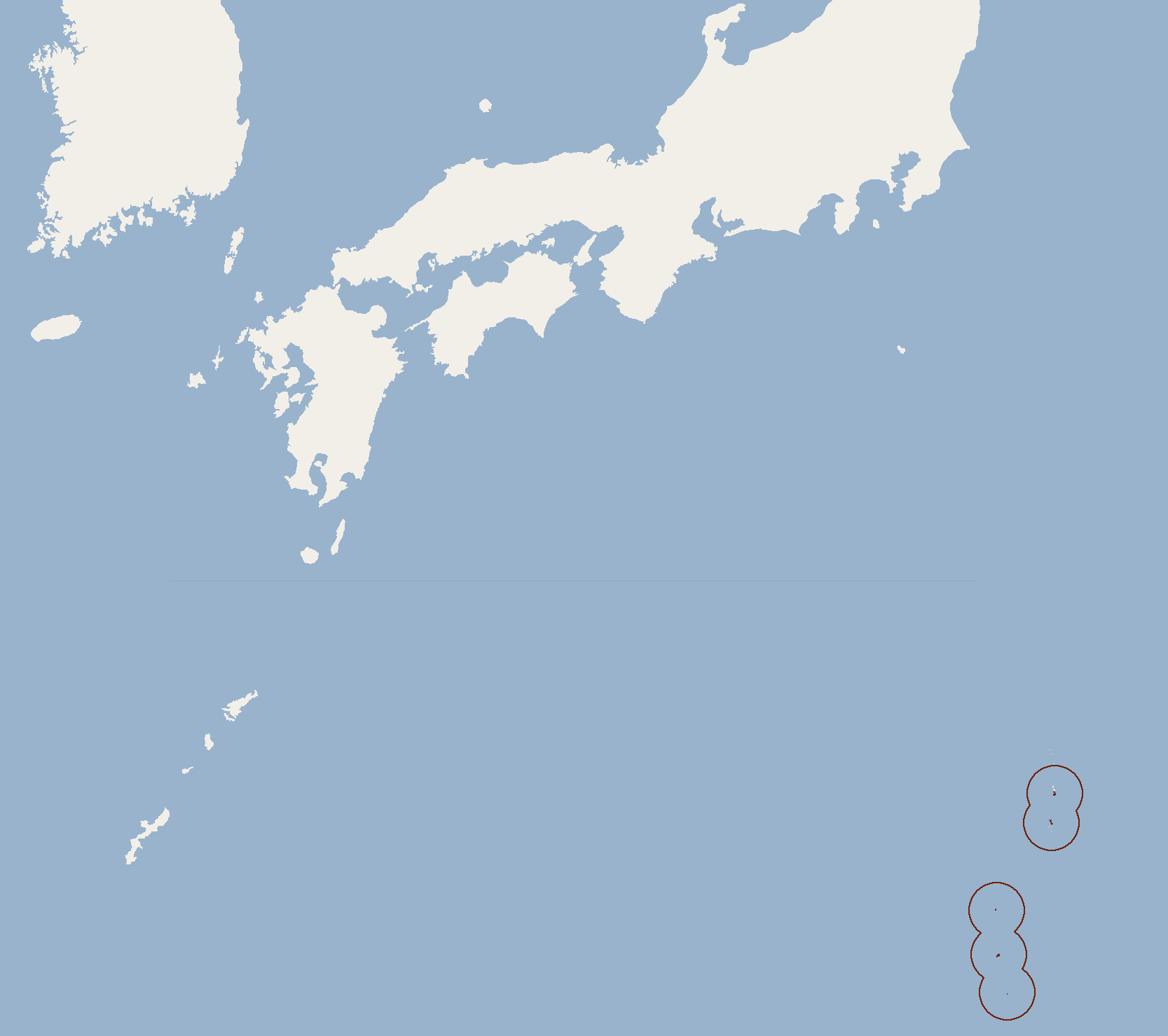